# Ефремов, Александр Александрович
Александр Александрович Ефре́мов (5 апреля 1957) — российский рекламный и пейзажный фотограф, автор ряда книг по фотографии и Photoshop, в прошлом главный редактор журнала Фото TRAVEL. Член Союза фотохудожников России, Федерации профессиональных европейских фотографов и Гильдии рекламных фотографов. Преподаватель с многолетним стажем, в прошлом «Академии фотографии» и «Академии классической фотографии». Работы Александра Ефремова есть в фотографических галереях мира и частных коллекциях.

## Фотовыставки

### Победитель фестивалей Гильдии рекламных фотографов (ГРФ)
- Мастер-97 (номинация «Парфюмерия и косметика»)
- Мастер-99 (номинация «Лучшая рекламная фотография года»)
- Мастер-2000 (номинация «Лучшая рекламная фотография года»)
- Мастер-2001 (номинация «Лучшая рекламная фотография года»)
- Мастер-2007 (номинация «Лучшая рекламная фотография года»)
- Мастер-2009 (номинация «Лучшая рекламная фотография года»)
- Гран-при фестиваля «Мастер 2013»

С 2010 по 2012 год фестивали не проводились

### Победитель на международных конкурсах
- Бронзовый объектив, Knokke-Heist (Бельгия, 1992)
- Серебряный объектив, Knokke-Heist (Бельгия, 1993)
- Серебряная медаль на lnterfoto-97 (Москва)
- Дважды победитель II Российско-сербского биеннале в категориях «Пейзаж» и «Художественное фото» (Белград, 2006)
- Бронзовая медаль в категории Pictorial Европейская ассоциация профессиональных фотографов (Брюссель, Бельгия, 2009)
- III место в категории «Животные», Фестиваль ФОТОtravel (Москва, 2009)
- 3-е место в номинация «Природа», III Международный фотоконкурс имени Карла Буллы «ЭПОХИ ЗРИМЫЕ ЧЕРТЫ», Санкт Петербург, Россия, 2011.
- Бронзовая медаль UPI. 3 международная фотографическая выставка «Kumanovo», Macedonia, 2013

Участник фестивалей рекламной фотографии Гильдии рекламных фотографов: Мастер-97, 98, 99, 2000, 2001, 2003, 2004, 2005, 2006, 2007, 2008, 2009, 2014. Участник альманахов «Мастер» (выпуски 2-8), «Фиксаж», «Портфелио-lndex» и «Поверхностное натяжение». Так же обладатель более тридцати других призов.

## Учебное кино
В июле 2010 года вышел первый учебно-документальный фильм Александра Ефремова по технологиям фотосъемки. Фильм является дополнительным приложением к новому изданию восьмой по счету книги.

## Фото TRAVEL
С июня 2008 по сентябрь 2011 года был главным редактором журнала фотографических путешествий Фото TRAVEL, в котором постоянно вел рубрику «Labtravel», посвященную цифровой обработке изображений. С начала 2012 года журнал закрыт.